# Освейское гетто
Гетто в Осве́е (1941 — 8 марта 1942) — еврейское гетто, место принудительного переселения евреев посёлка Освея Верхнедвинского района Витебской области в процессе преследования и уничтожения евреев во время оккупации территории Белоруссии войсками нацистской Германии в период Второй мировой войны.

## Оккупация Освеи и создание гетто
В посёлке Освея в 1939 году жили 350 евреев. Перед нападением Германии на СССР, кроме местных, в посёлке находились и евреи-беженцы из Польши, которые рассказывали о действиях немцев в отношении евреев, но мало кто воспринял это со всей серьёзностью.
С 1 июля 1941 года до 17 июля 1944 года Освея была оккупирована немецкими войсками.
После ухода основных частей вермахта на восток, в Освее под властью немецкого гарнизона начались первые убийства евреев — поодиночке и по нескольку человек.
Реализуя нацистскую программу уничтожения евреев, немцы создавали гетто почти во всех городах и населённых пунктах Беларуси, где проживало еврейское население. Так и в Освее в 1941 году оккупанты организовали гетто, в которое согнали и евреев из ближних деревень и из Себежа.
Перед окончательным уничтожением немцы перегнали евреев в здание школы, находившемся на месте нынешнего интерната.

## Уничтожение гетто

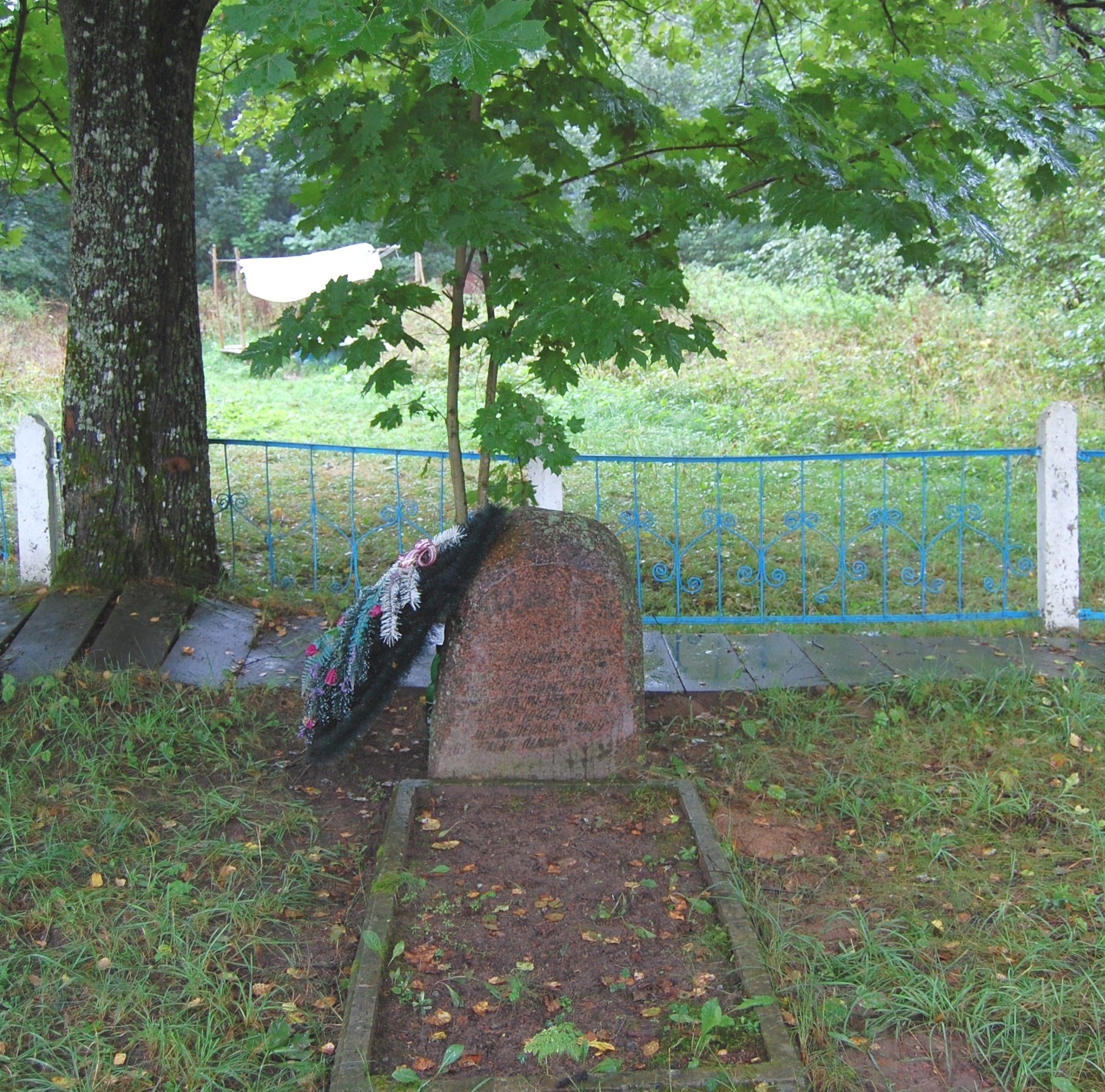
Старый памятник на месте убийства узников Освейского гетто

«Акции» (таким эвфемизмом гитлеровцы называли организованные ими массовые убийства) против евреев Освеи с февраля 1942 года велись постоянно.
В здании школы обреченные люди прожили только несколько дней. 8 марта 1942 года Освейское гетто было уничтожено окончательно. В это день с утра полицаи стали выгонять евреев на улицу и строить в колонны у входа в парк. Поселок был прочесан в поисках тех, кто ещё оставался в своих домах или прятался в сараях и банях. Затем узников под конвоем «бобиков» (так в народе презрительно прозвали полицаев) и немцев, натравливающих на колонну овчарок, привели к заранее вырытой яме — в парке недалеко от старинного дворца Шадурских — и расстреляли из автоматов. Большинство убитых составляли старики, женщины и дети. Стариков, которые не могли идти, отвезли к яме на повозке. Во время расстрела раненых евреев зарывали живьем, а детей кидали в яму после удара прикладом по голове.
В этот день в парке были убиты 459 евреев. Всего со 2 февраля и до начала марта 1942 года в Освее были убиты более 650 евреев.

## Случаи спасения
Несколько евреев из Освеи сумели спастись. Одна из них — Соня Маскель.

## Память
Сохранились списки, в которых в целом указана 181 фамилия евреев, расстрелянных в старом парке — но это фамилии только освейских жителей. Списки евреев из других деревень не сохранились.
В 1960 на могиле жертв Катастрофы был установлен обелиск, а в 1989 году — стела. В 2012 году на месте убийства был возведен новый памятник.